# Děčíni járás

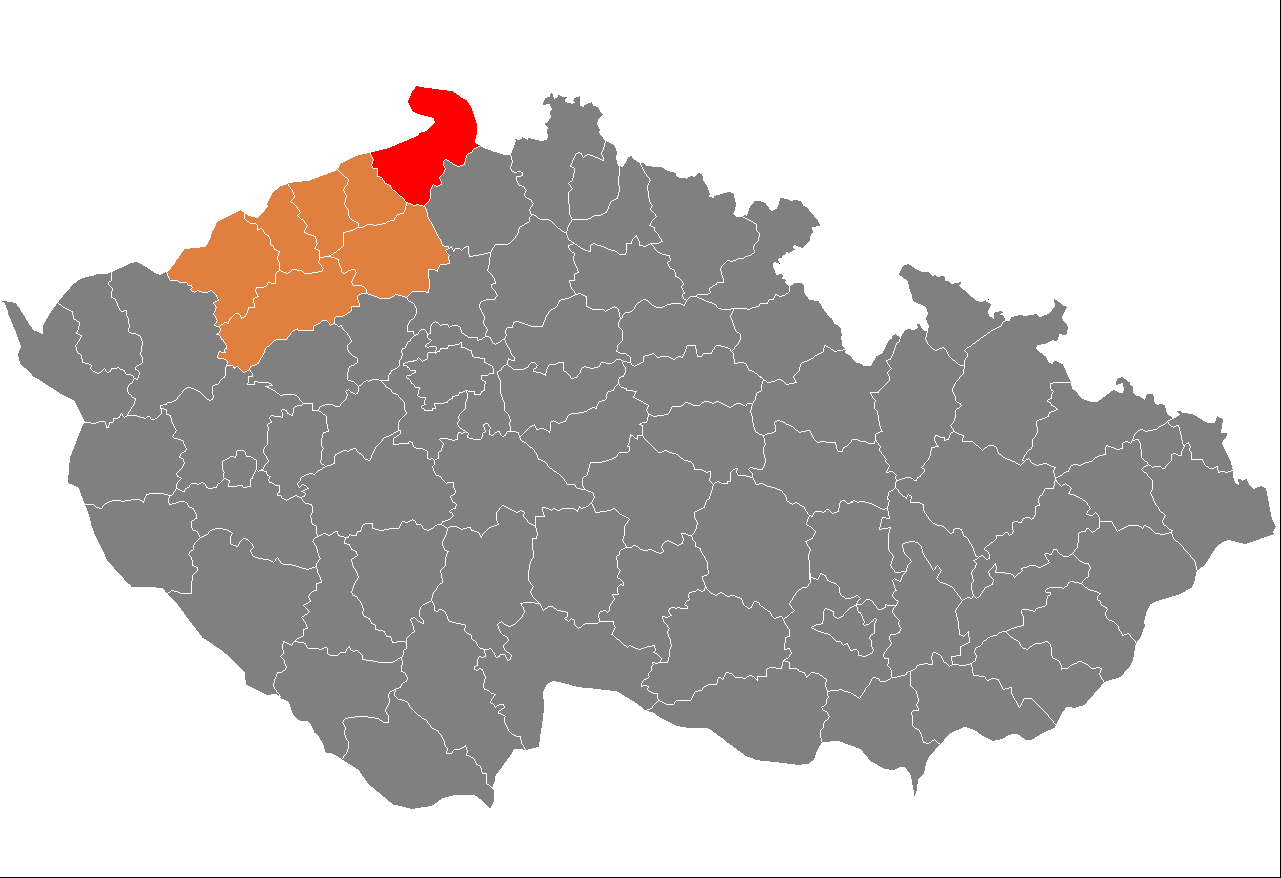
A Děčíni járás

A Děčíni járás (csehül: Okres Děčín) közigazgatási egység Csehország Ústí nad Labem-i kerületében. Székhelye Děčín. Lakosainak száma 136 621 fő (2009). Területe 908,58 km².

## Városai és községei
A városok félkövér, a községek álló betűkkel szerepelnek a felsorolásban.
Arnoltice •
Benešov nad Ploučnicí •
Bynovec •
Česká Kamenice •
Chřibská •
Děčín •
Dobkovice •
Dobrná •
Dolní Habartice •
Dolní Podluží •
Dolní Poustevna •
Doubice •
Františkov nad Ploučnicí •
Heřmanov •
Horní Habartice •
Horní Podluží •
Hřensko •
Huntířov •
Janov •
Janská •
Jetřichovice •
Jílové •
Jiřetín pod Jedlovou •
Jiříkov •
Kámen •
Krásná Lípa •
Kunratice •
Kytlice •
Labská Stráň •
Lipová •
Lobendava •
Ludvíkovice •
Malá Veleň •
Malšovice •
Markvartice •
Merboltice •
Mikulášovice •
Rumburk •
Růžová •
Rybniště •
Šluknov •
Srbská Kamenice •
Staré Křečany •
Starý Šachov •
Těchlovice •
Valkeřice •
Varnsdorf •
Velká Bukovina •
Velký Šenov •
Verneřice •
Veselé •
Vilémov

## Fordítás
- Ez a szócikk részben vagy egészben  a   Děčín District című angol Wikipédia-szócikk ezen változatának fordításán alapul.  Az eredeti cikk szerkesztőit annak laptörténete sorolja fel. Ez a jelzés csupán a megfogalmazás eredetét és a szerzői jogokat jelzi, nem szolgál a cikkben szereplő információk forrásmegjelöléseként.
- Ez a szócikk részben vagy egészben  az   Okres Děčín című cseh Wikipédia-szócikk ezen változatának fordításán alapul.  Az eredeti cikk szerkesztőit annak laptörténete sorolja fel. Ez a jelzés csupán a megfogalmazás eredetét és a szerzői jogokat jelzi, nem szolgál a cikkben szereplő információk forrásmegjelöléseként.